# Kardinaltetra
Kardinaltetra, Paracheirodon axelrodi, är en mycket populär akvariefisk. Kardinaltetran liknar neontetran som är något mindre och bara har ett halvt rött band på undersidan. 

## Från amazonasområdet
Kardinaltetran är en tropisk fisk som lever i Amazonas, Sydamerika, främst i floderna Orinoco och Rio Negro samt dessas bifloder. De flesta kardinaltetror är vildfångade och inte odlade (kardinaltetran är mycket vanlig i naturen). Kardinaltetran kan precis som neontetran drabbas av neonsjukan som är mycket smittsam.
Namnet kardinaltetra kommer från kardinalens skrud som påminner om kardinalfiskens röda skimrande band på undersidan av kroppen. Artepitetet hedrar Herbert Axelrod.

## Akvariefisk
Kardinaltetran är en vanlig akvariefisk, och den trivs bra som sådan. Många akvarister håller kardinal- eller neontetran tillsammans med skalarer, och det kan lyckas, men oftast äter skalaren upp kardinal- eller neontetran. 
Kardinaltetran skall hållas i stim om minst tio stycken individer, gärna många fler, då kommer den bäst till sin rätt.
Kardinaltetran är betydligt känsligare än neontetran och får mycket lätt neonsjukan. Den tål inte några större förändringar i vattenvärden. Kardinaltetran har odlats flera gånger i Sverige, men den anses som direkt svårodlad.
Kardinaltetran vill ha akvarium med mycket växter, men ändå med mycket utrymme att simma på, gärna också flytväxter att gömma sig under. Den trivs också med lätt surt vatten och gärna om vattnet är litet brunaktigt då det filtrerats över torv. Kardinaltetran hålls i temperaturer mellan 23 och 26 grader, och trivs bättre runt 26 grader än runt 23. Vid delvattenbyte blir den (liksom andra tetror) gärna uppspelt och extra aktiv då den upplever detta som början på en regnperiod.

## Foder
Kardinaltetran är en allätare. Den äter gärna torrfoder, men detta bör ibland kompletteras med levande eller fryst foder, till exempel vattenloppor och mygglarver. Även bitar av fiskfilé, räkrom eller litet vegetabiliskt foder äts upp med god aptit.

## Tillsammans med andra fiskar
Kardinaltetran fungerar bra tillsammans med de flesta vanliga akvariefiskarna, men då med varningen för att vuxna skalarer och andra rovgiriga ciklider gärna ser mindre tetror som ett nyttigt kosttillskott. Det går också utmärkt att blanda kardinaltetran med andra sydamerikanska tetror, till exempel sorgmanteltetra. Ofta ser man dock rekommendationen att inte blanda just kardinal- och neontetror i samma akvarium. De är för lika i färg och form, men kardinaltetran har något mer intensiva färger, varför neontetrorna då gärna upplevs som ganska bleka.

## Bifångster
Då kardinaltetran ofta kommer hit till Europa som vildfångad fisk ser man ofta att det kommit med närbesläktade fiskar eller fiskar av helt annan art med liknande utseende i sändningarna. Det kan vara neontetran, den blå neontetran (också kallad falsk neontetra) eller ännu ej vetenskapligt beskriva arter.